# Predenca
Predenca – wieś w Słowenii, w gminie Šmarje pri Jelšah. W 2018 roku liczyła 173 mieszkańców.